# Коннемарський поні
Коннемарський поні або конемара (англ. Connemara pony, ірл. Capaillín Chonamara) — порода поні, що походить з Ірландії. Вони відомі своїм атлетизмом, універсальністю і хорошою вдачею. З цієї породи виходять чудові виставкові поні.

## Характеристики породи

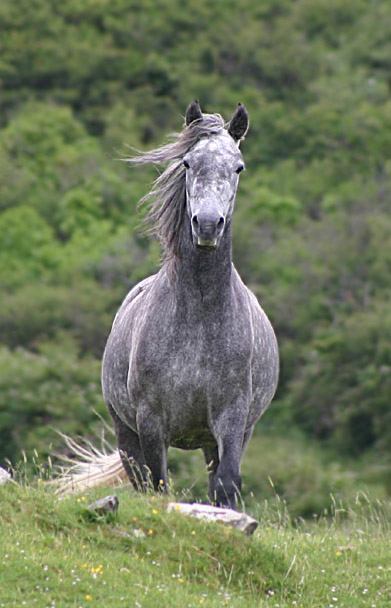
Поні Коннемара має коротку голову.

### Проміри
Оригінальний стандарт породи встановлено Товариством заводчиків поні Конемара Ірландії, а також використовується Британським товариством Коннемарських поні. Зріст дорослих представників зазвичай від 128 до 148см (12.2 до 14.2 хендів) у холці, з сильними спиною, попереком і крупом, глибокими і широкими у ребрах, і з добре відведеним назад плечем і правильно розташованою шиєю без надмірного гребеня, що дає достатню довжину повода верхи. Типова голова поні, широка між великими, вираженими добродушністю очима, з глибокою, але витонченою щелепою та чітко окресленою вилицею. Вуха відносно короткі, характерні для типу поні. Ноги повинні бути відносно короткими від колін і скакальних суглобів до землі, з сильною, м’язистою верхньою частиною гомілки, сильними і чітко окресленими колінами і скакальними суглобами, а також добре сформованими твердими копитами, які мають середній розмір.
Коннемари в Північній Америці дещо відрізняються за своїми характеристиками, наприклад, їх зріст коливається від 132 до 152см (від 13 до 15 хендів).

### Масть
Наявні масті: сіра, ворона, гніда, чала,  руда, булана, солова та ізабелова. Савраса масть відсутня в породі, проте іноді можна зустріти коней, масть яких вказана саврасою помилково, найчастіше їх плутають з буланою мастю .  Плямисте забарвлення, а саме ряба та чубара масті під забороною.

Поні коннемарської породи різних мастей
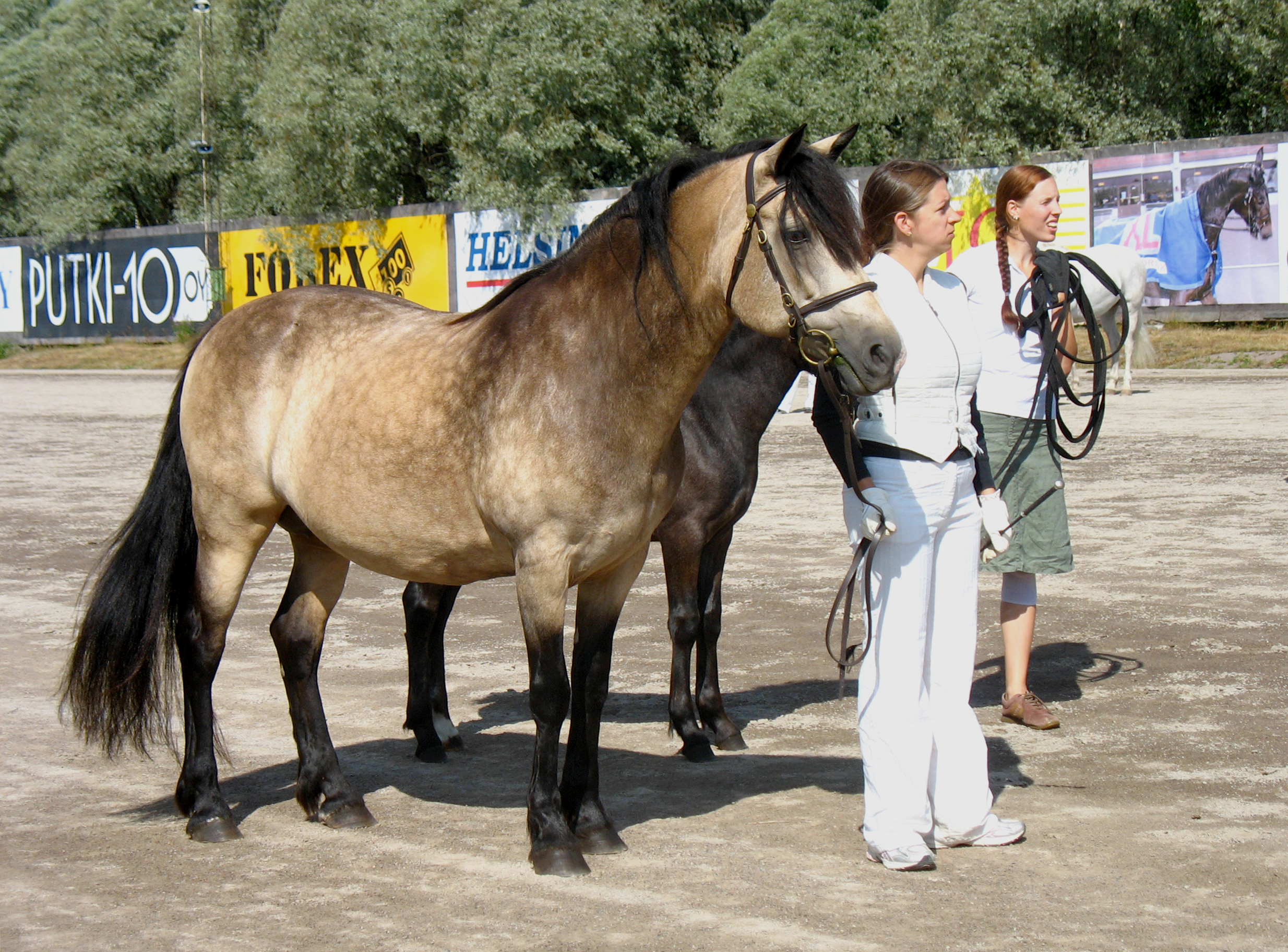
Буланої масті
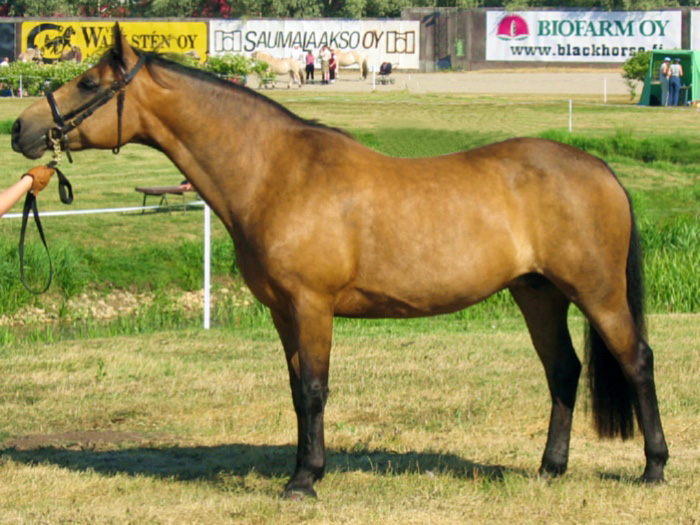
Буланої масті
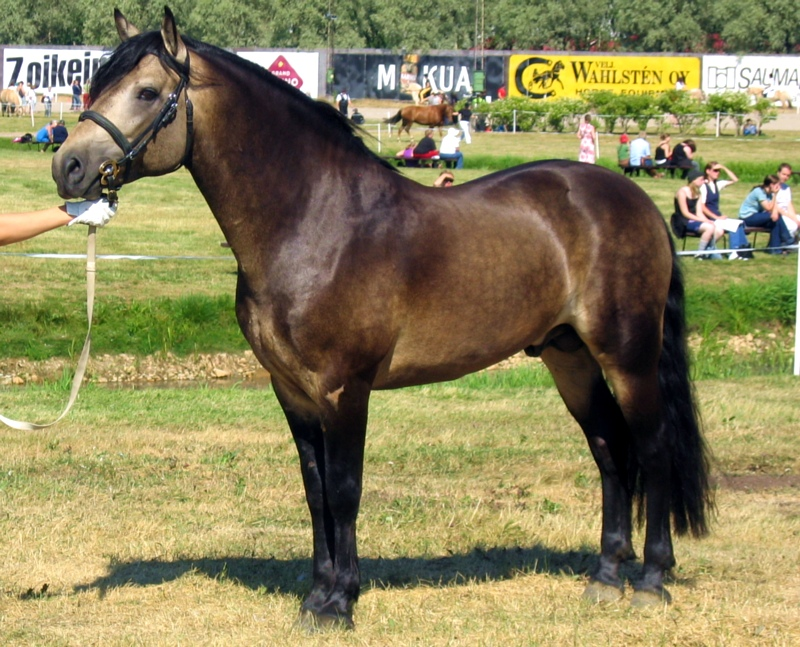
Буланої масті
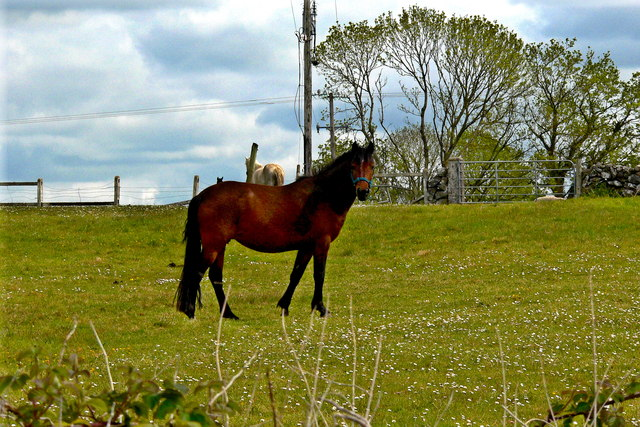
Гнідої масті
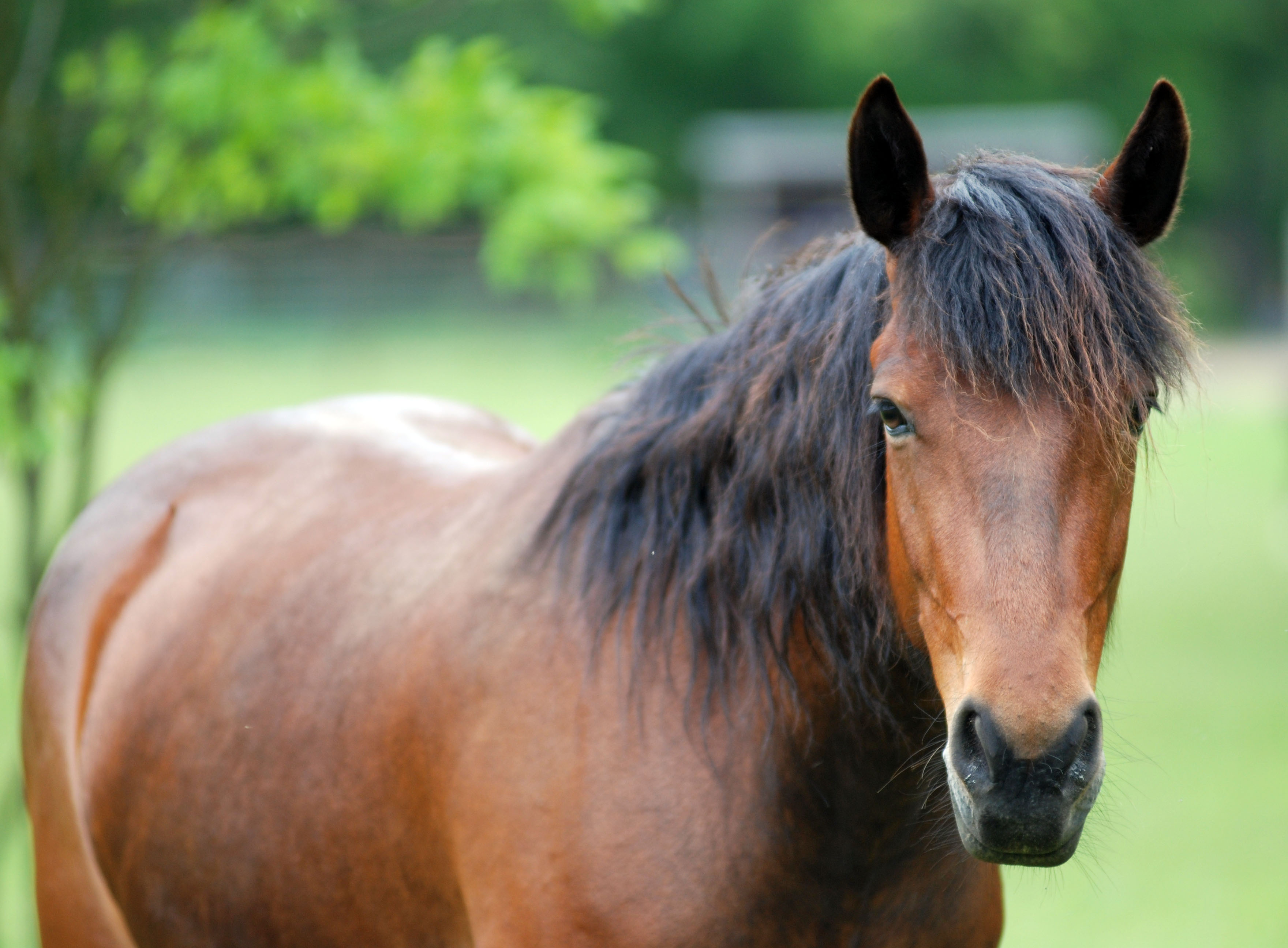
Гнідої масті
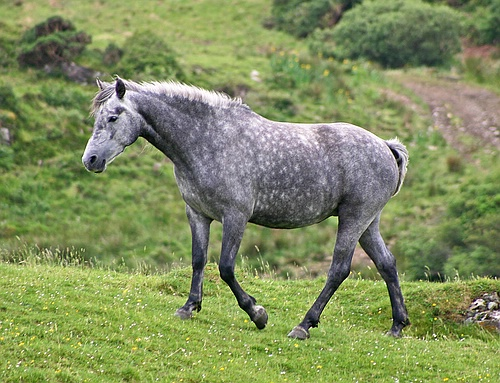
Сірої масті
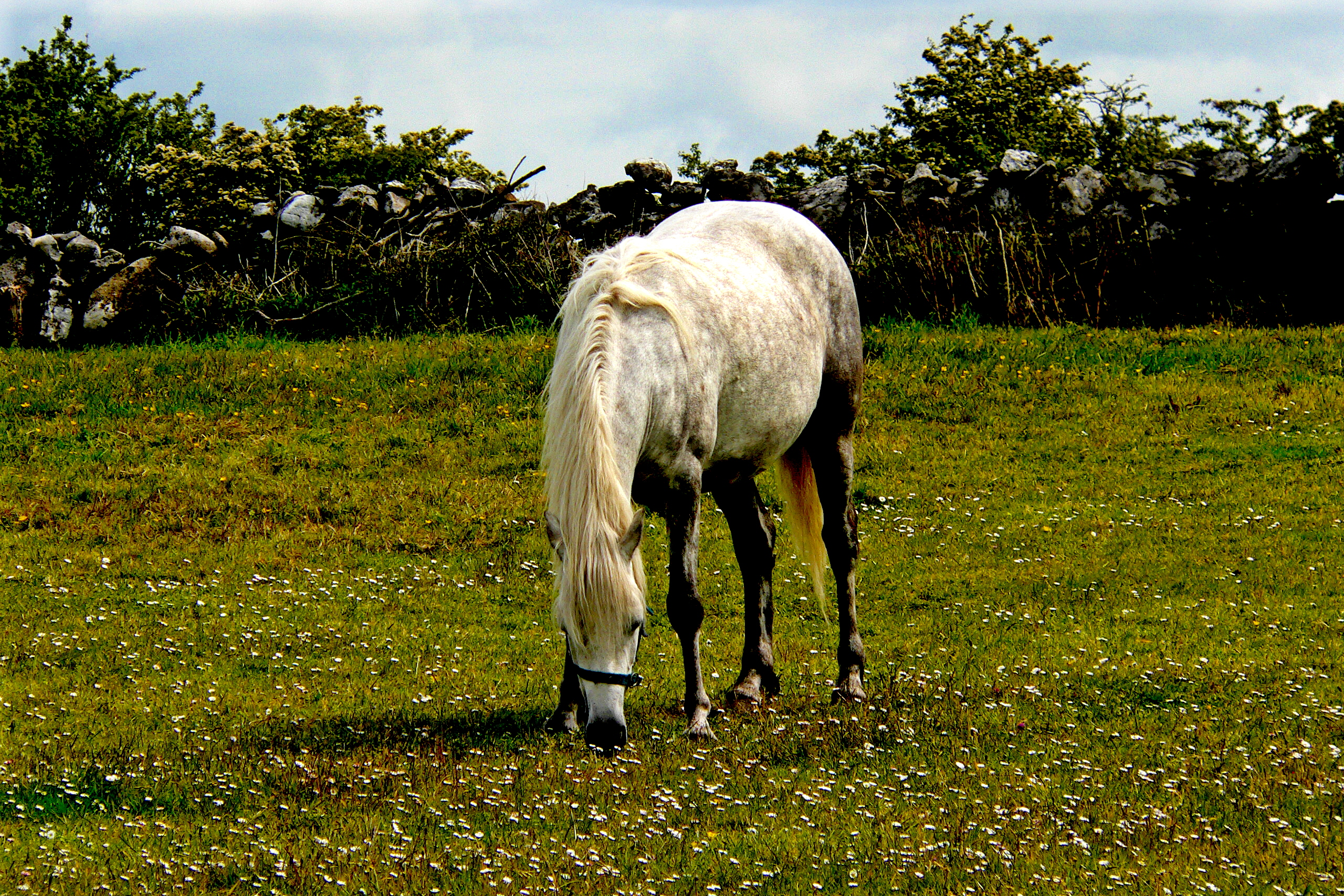
Сірої масті
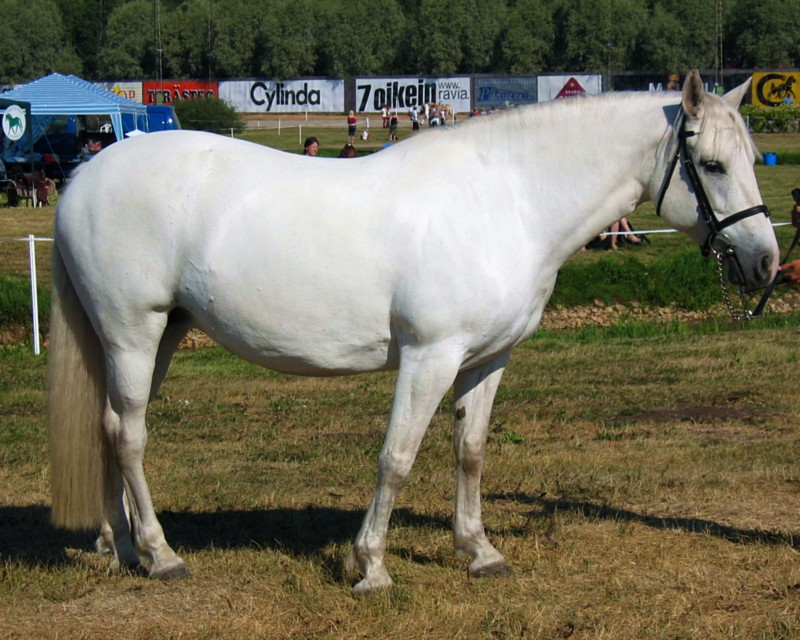
Сірої масті
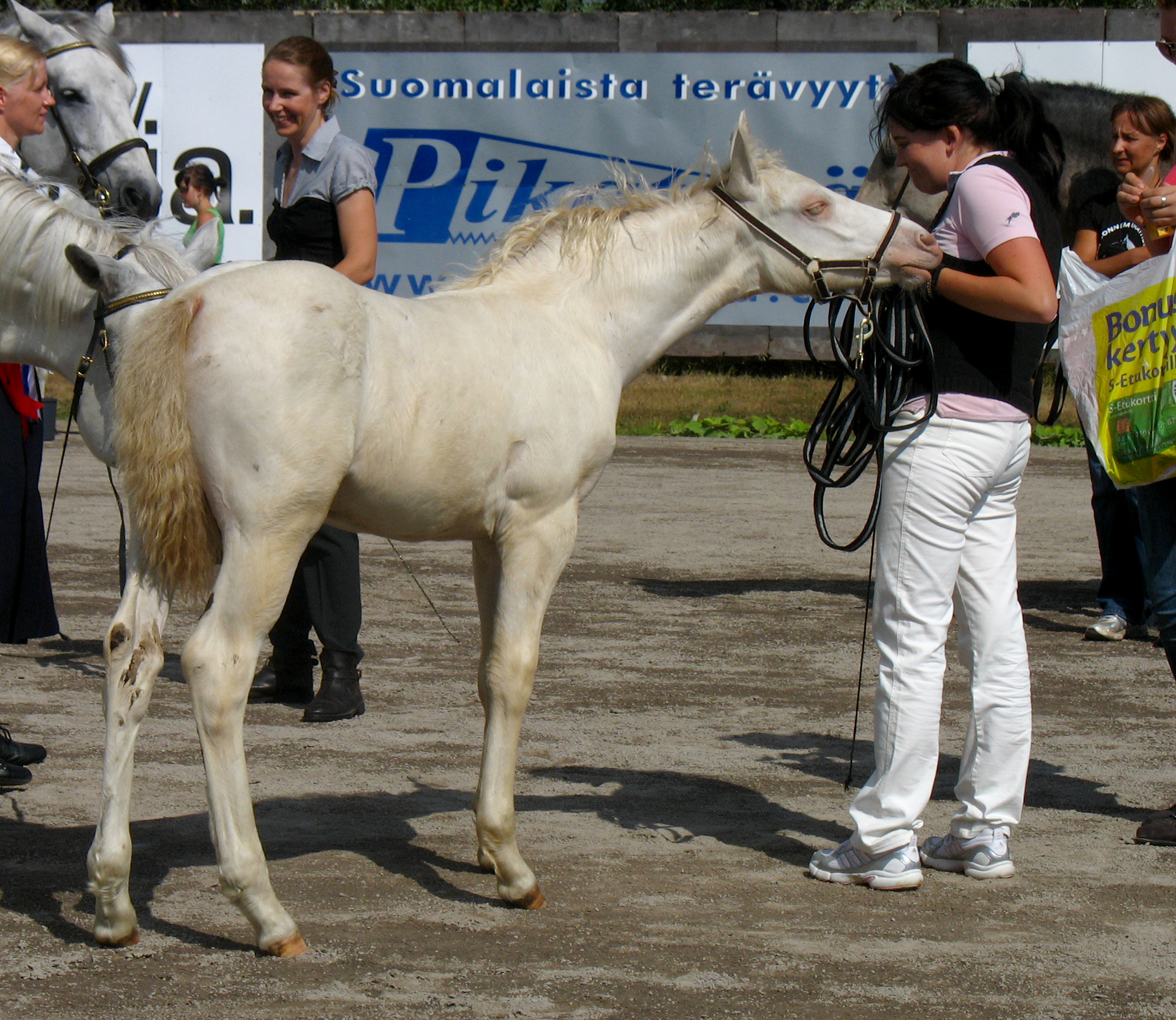
Ізабелової масті
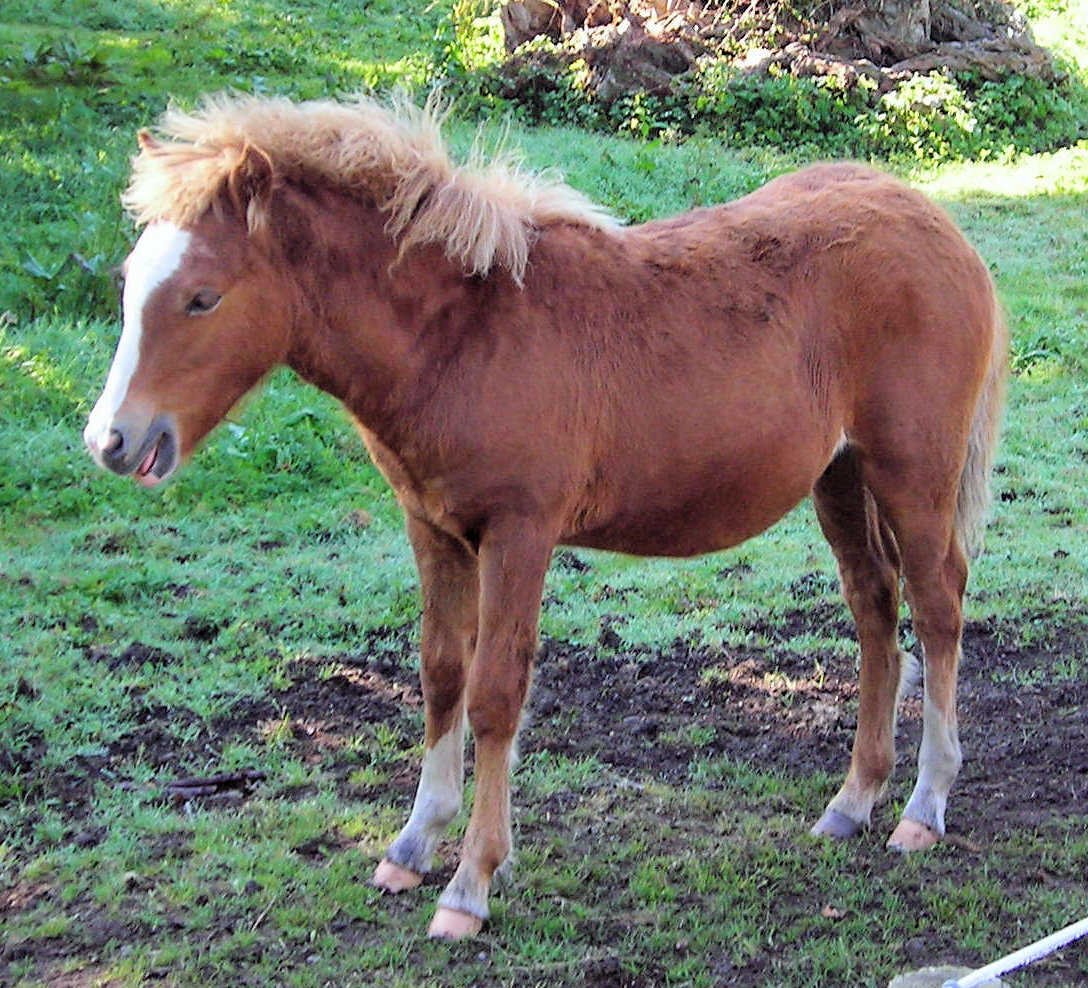
Рудої масті

### Особливості
Поні Конемара розумні та мають хороший темперамент, придатні для дорослих і дітей. Це морозостійка та витривала порода поні з вільною, легкою на контакт поведінкою. Коннемарський поні повинен бути надійним, здоровим і активним.   Якщо поні Конемара має бути оцінений як 1 клас під час перевірки Товариством заводчиків поні Конемара, він повинен відповідати стандарту породи; якщо він не відповідає цій специфікації, то під час перевірки йому буде присвоєно оцінку 2 або 3. 

Основні сфери застосування
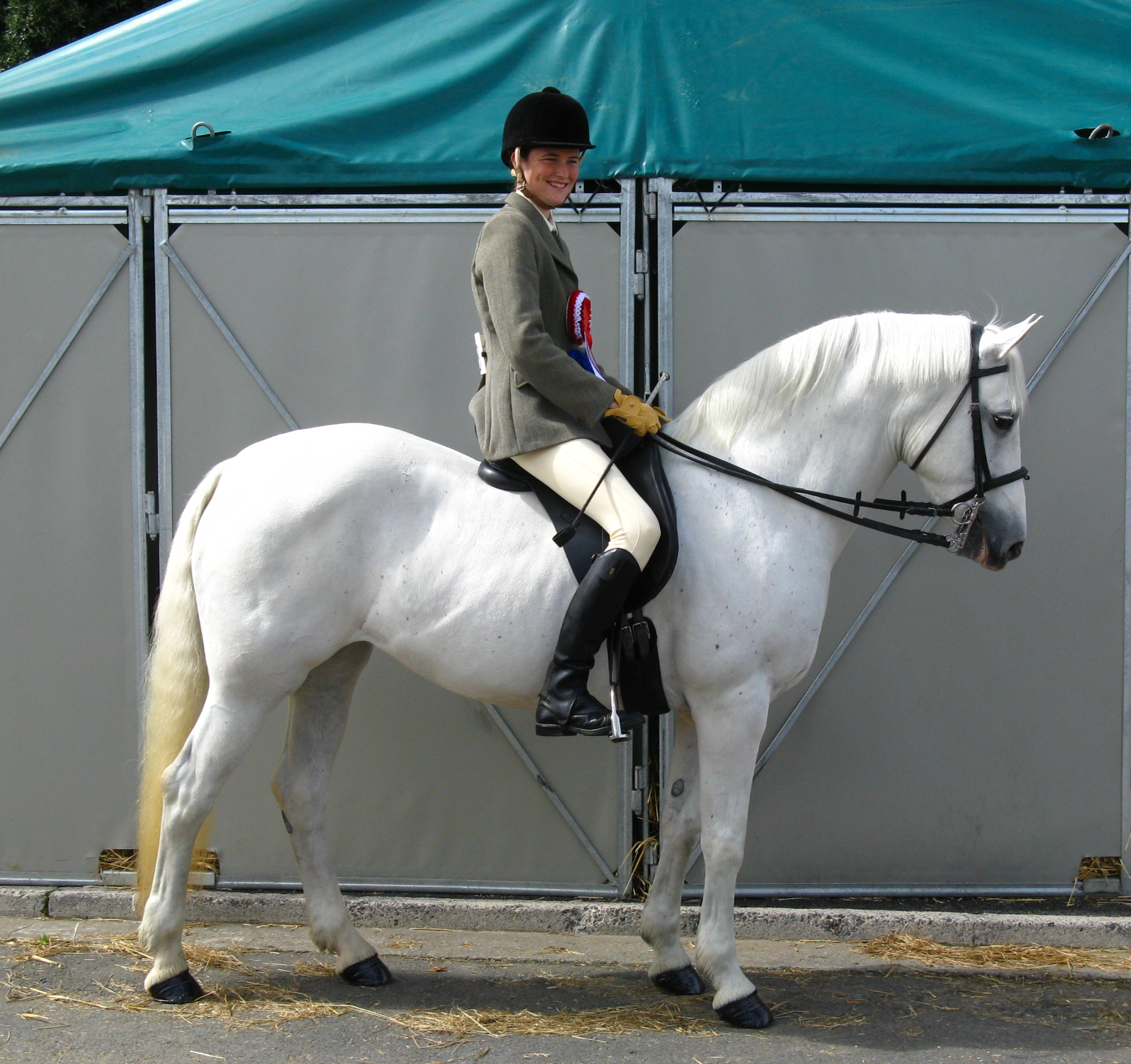
Конемара під сідлом
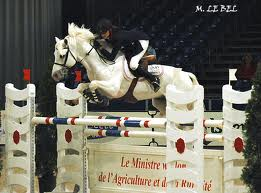
Конкур
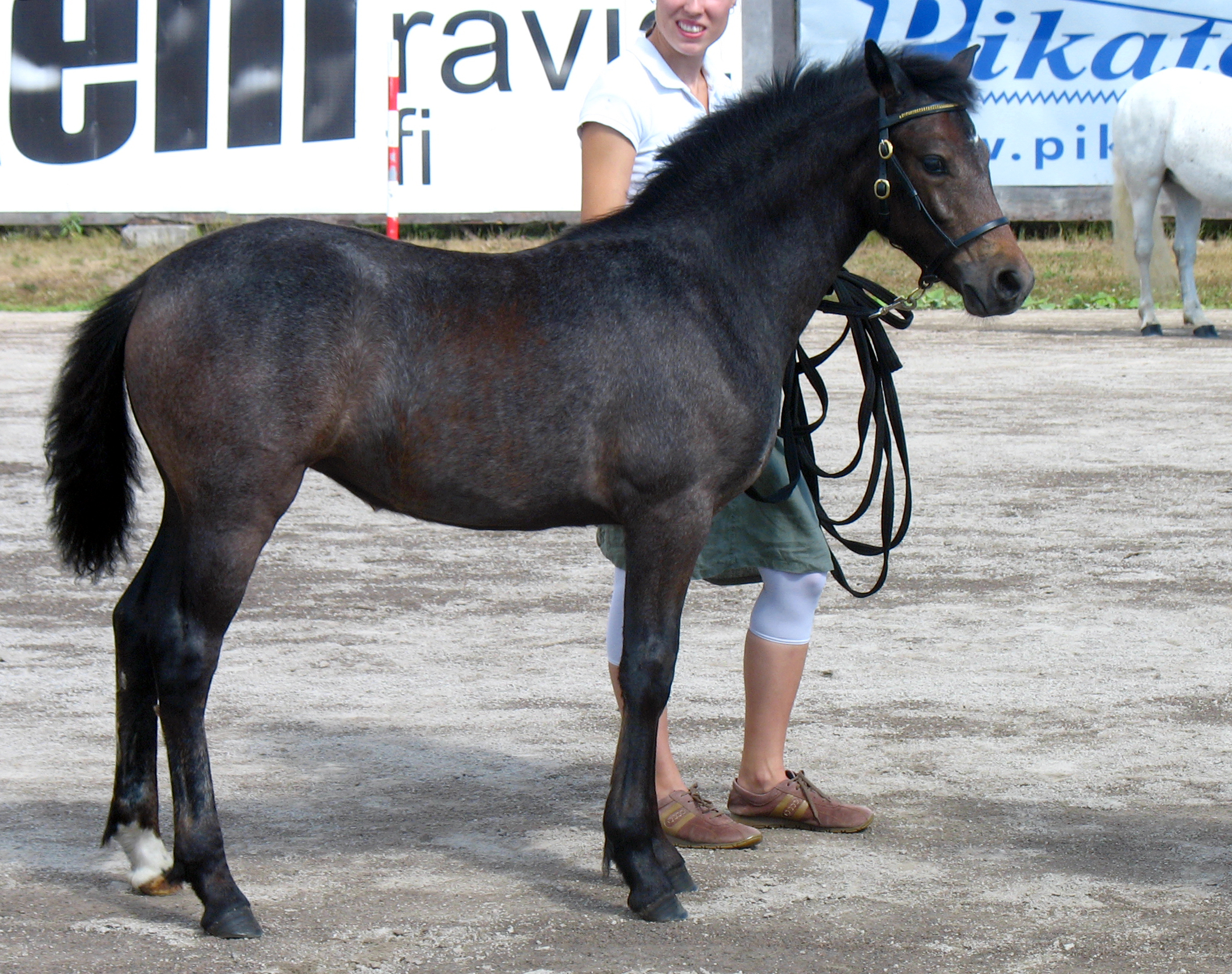
Виставка
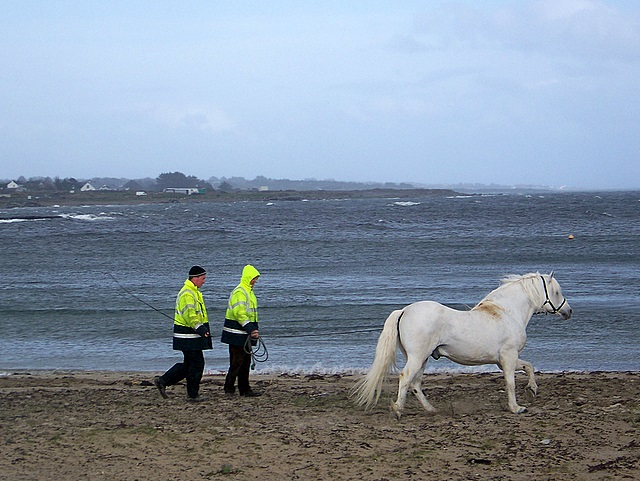
Лонжування
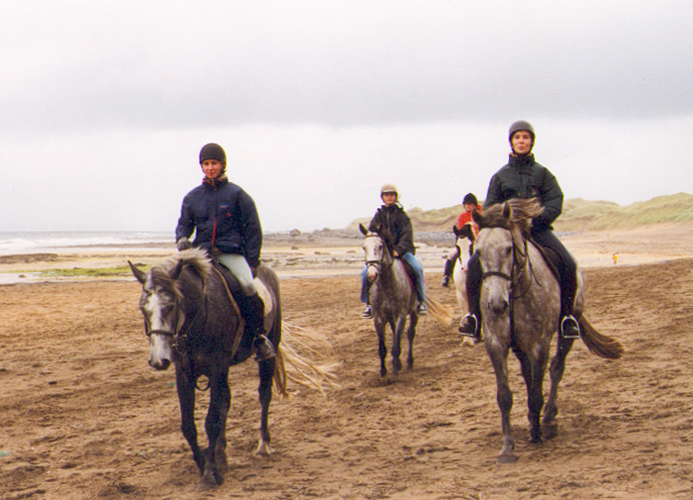
Прогулянки на поні для відпочинку
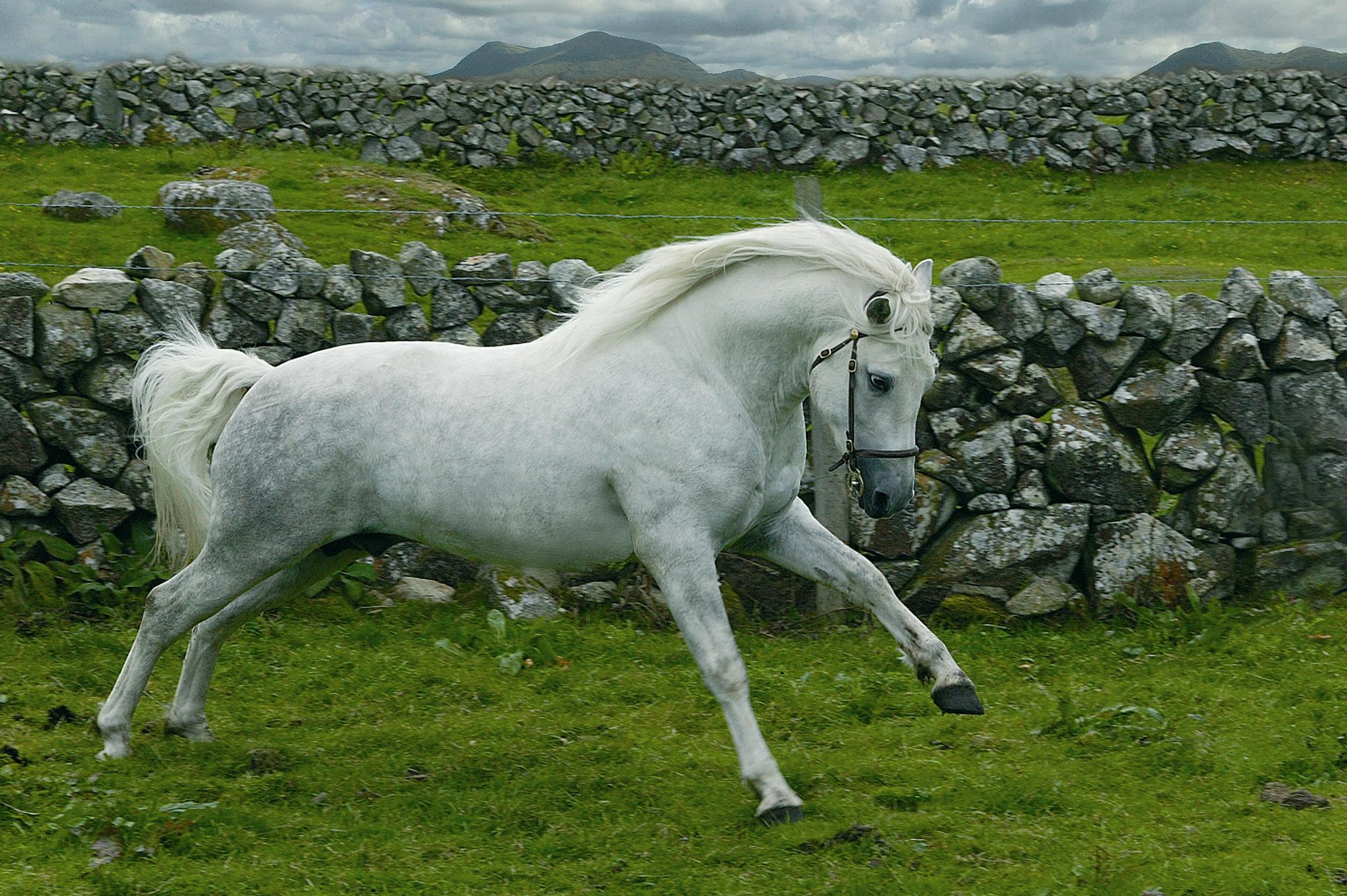
Вигул
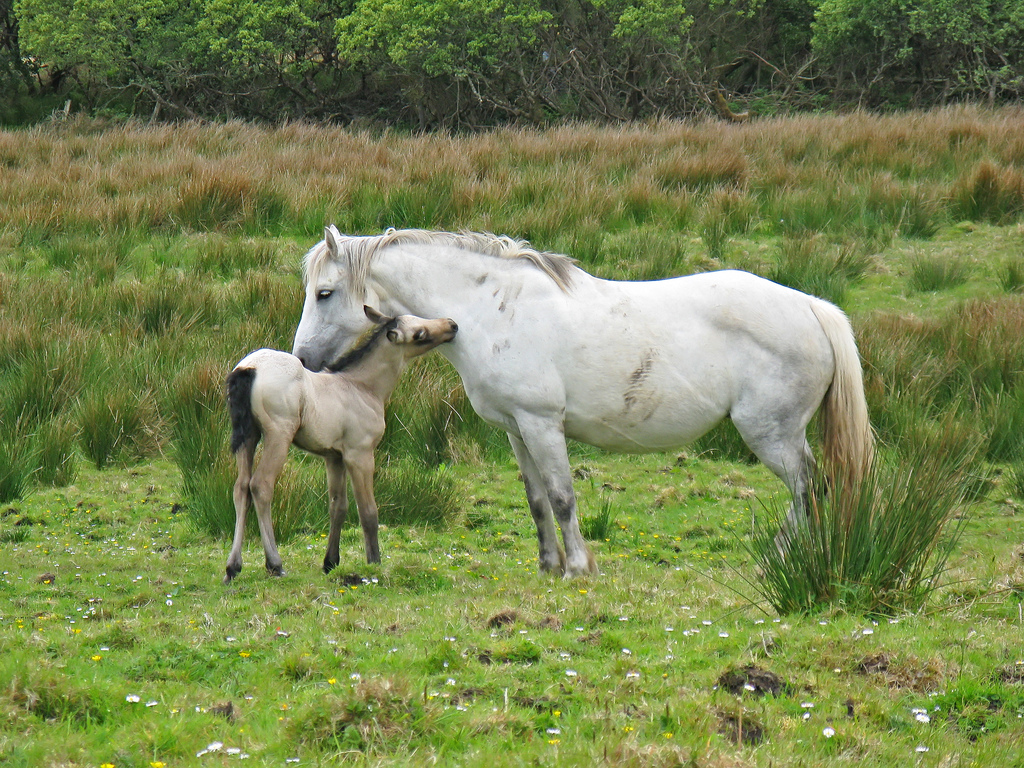
Поні Конемара в національному парку

Конемара відомі на сьогодні як спортивні поні. З ними займаються верховою їздою як діти, так і дорослі, порода вважається дуже універсальною та конкурентоспроможною у конкурі,  виїздці та троєборстві , а також має сили для довготривалих маршрутів. Застосовуються і в упряжі. Виставки Connemara Pony проводяться по всьому світу, особливо популярні в Ірландії та Великобританії.

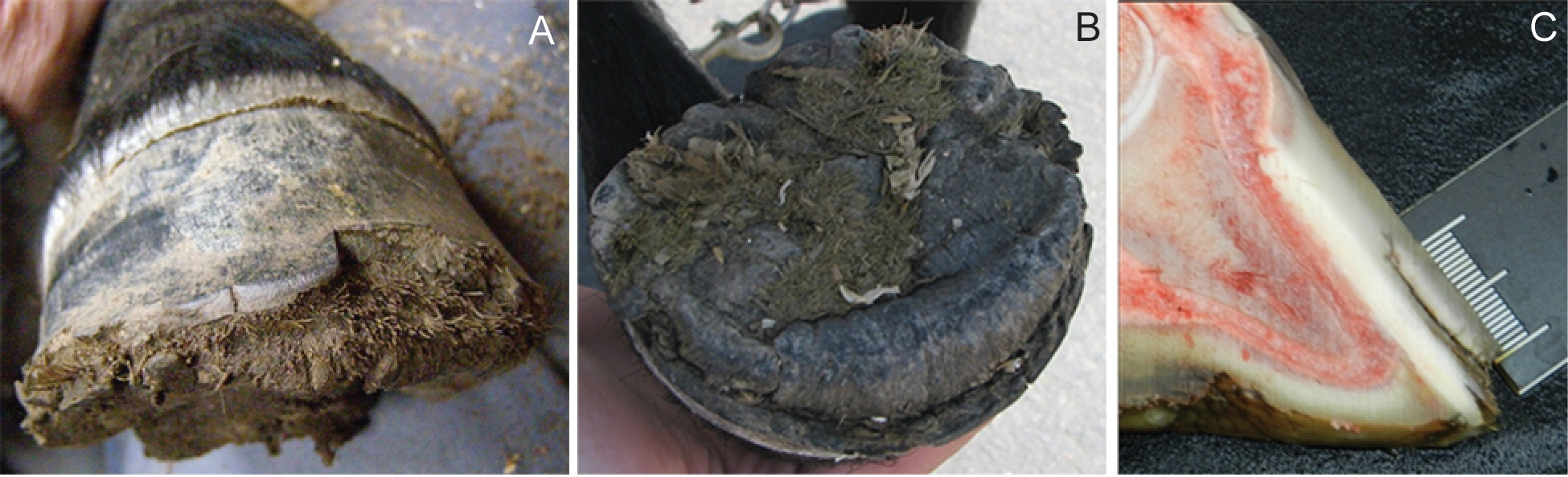
Копито лошати поні Конемара, уражене хворобою розриву копитної стінки.

Connemara Pony Sales — це найбільший і провідний розпродаж поні Коннемара в Ірландії, щороку проводиться чотири розпродажі в лютому, травні, серпні та жовтні в Кліфдені. Їх можна переглядати за допомогою відеопотоку в Інтернеті, що дає можливість потенційним покупцям легше отримати доступ до колекції поні. Минулого року найвища ціна на поні, продану на розпродажах, досягла 14 000 євро за 3-річне лоша.
Деякі поні породи Конемара є хворими на аутосомно-рецесивний розлад відриву стінки копит , тому всі народжені лошата перевіряються в рамках процесу реєстрації .

## Історія
Регіон Коннемара в графстві Голвей на заході Ірландії, де порода вперше була визнана окремим типом, є дуже суворим ландшафтом, що дало початок породі поні з витривалими, сильними представниками. Деякі вважають, що Конемара походить від скандинавських поні, яких вікінги вперше привезли до Ірландії. Іншим джерелом, ймовірно, є Ірландський Хобі, нині вимерла порода, створена до XIII століття. Проте легенда говорить, що галеони з іспанської армади сіли на мілину в 1588 році, а Андалузькі коні , що були на борту, були випущені на свободу. Іспанські коні скрещувалися з місцевим поголів'ям, покращуючи місцевих поні.
Для додаткової сили та витривалості у XVIII столітті додали арабську кров. Їх також схрещували з Хакне та чистокровними верховими конями . Занадто багато схрещувань почало розріджувати лінії поні, тому Товариство заводчиків поні Конемара працювало над збереженням типу породи. Племінна книга заснована в 1926 році. Сьогодні Конемар розводять по всій Ірландії та Британії, а також на європейському континенті, Північній Америці, Австралазії та Південній Африці.

Конемара в історії
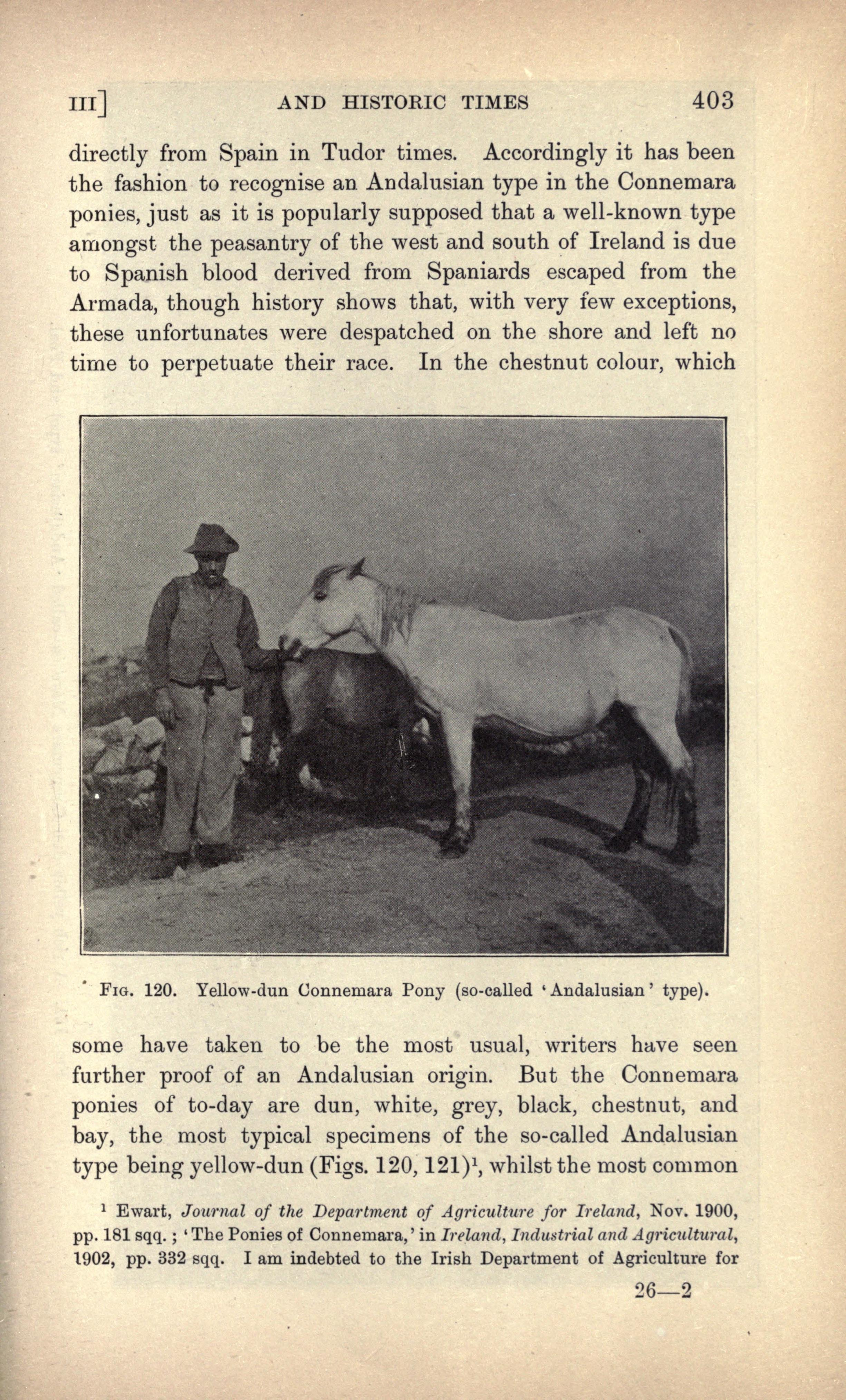
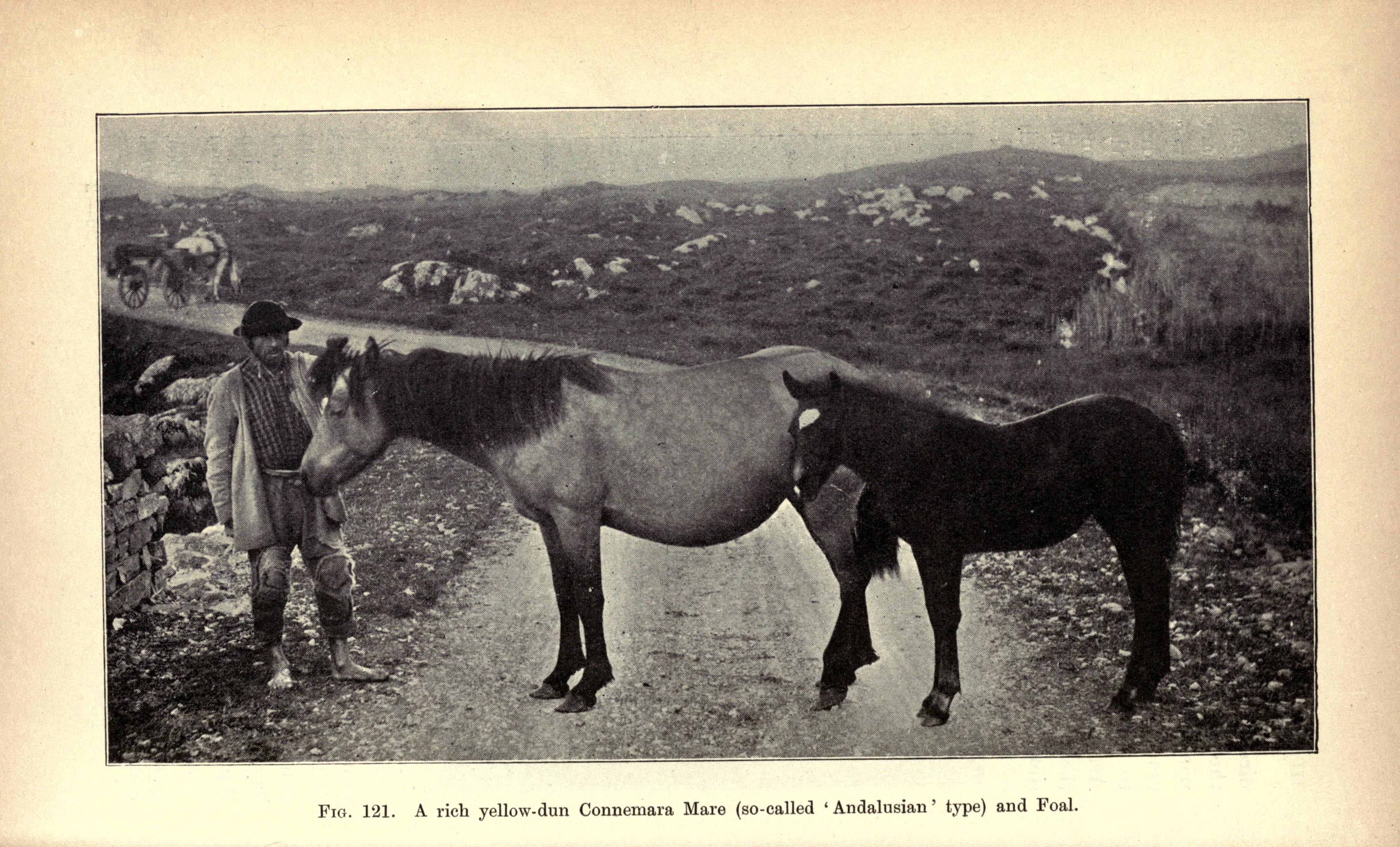
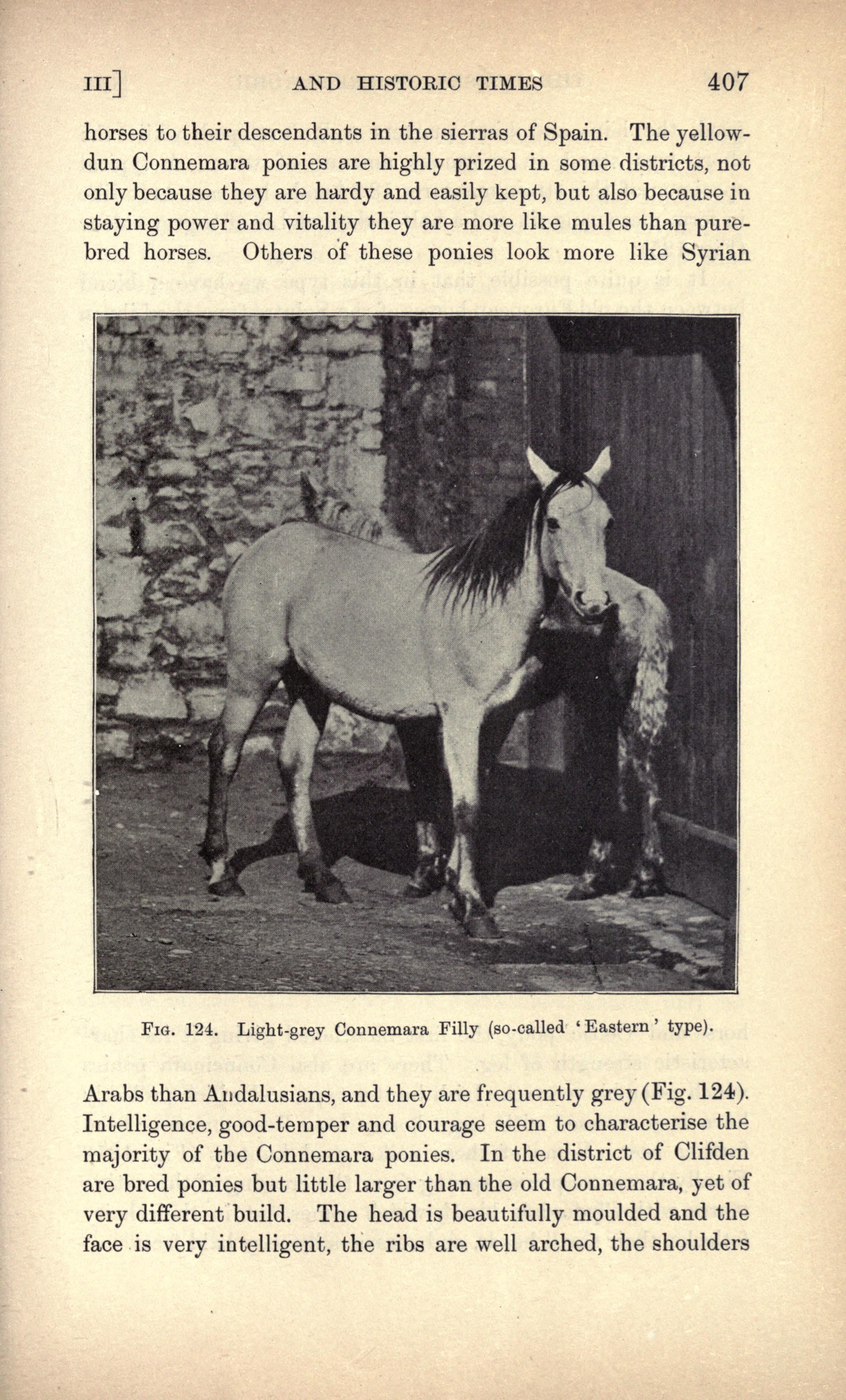
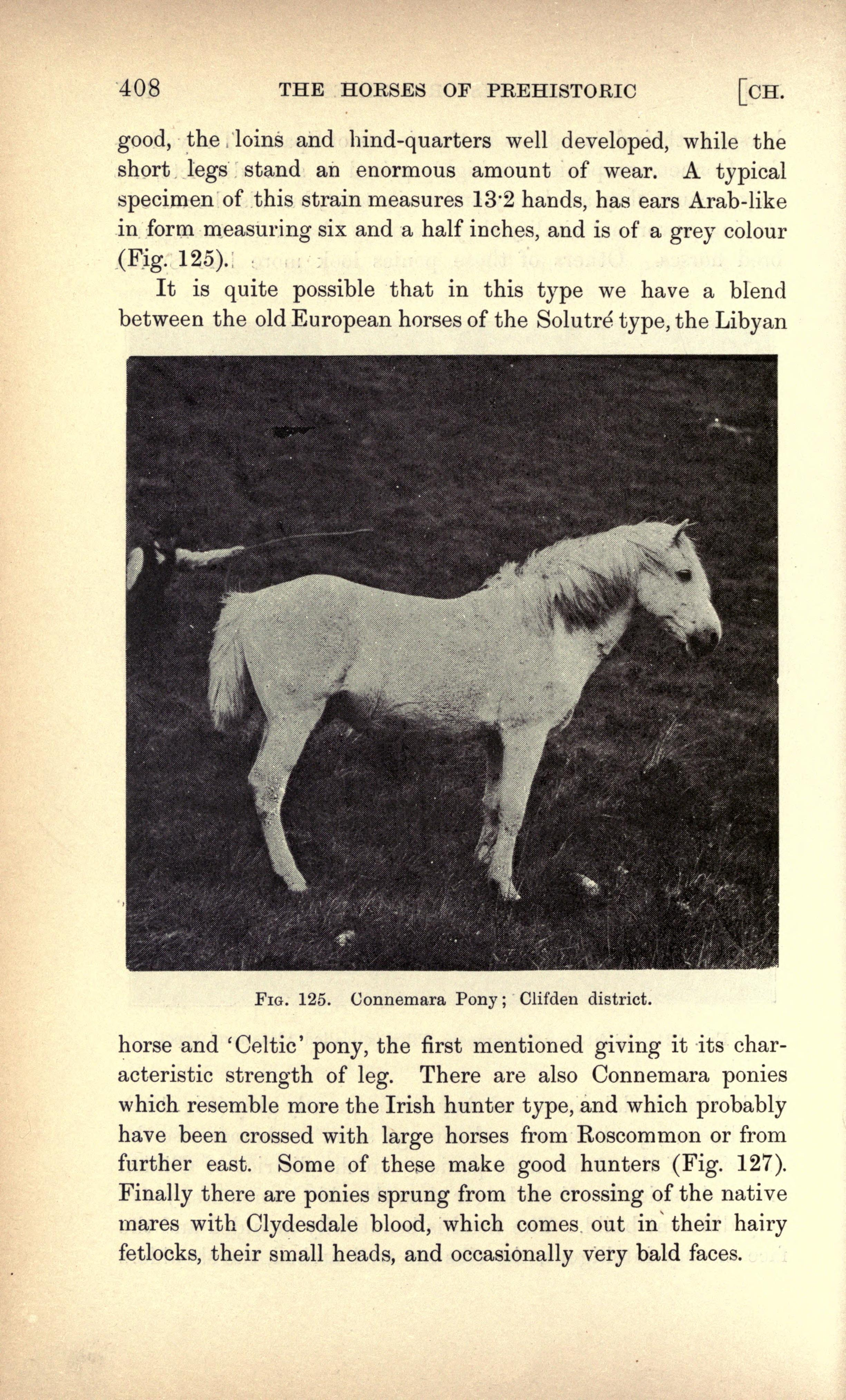
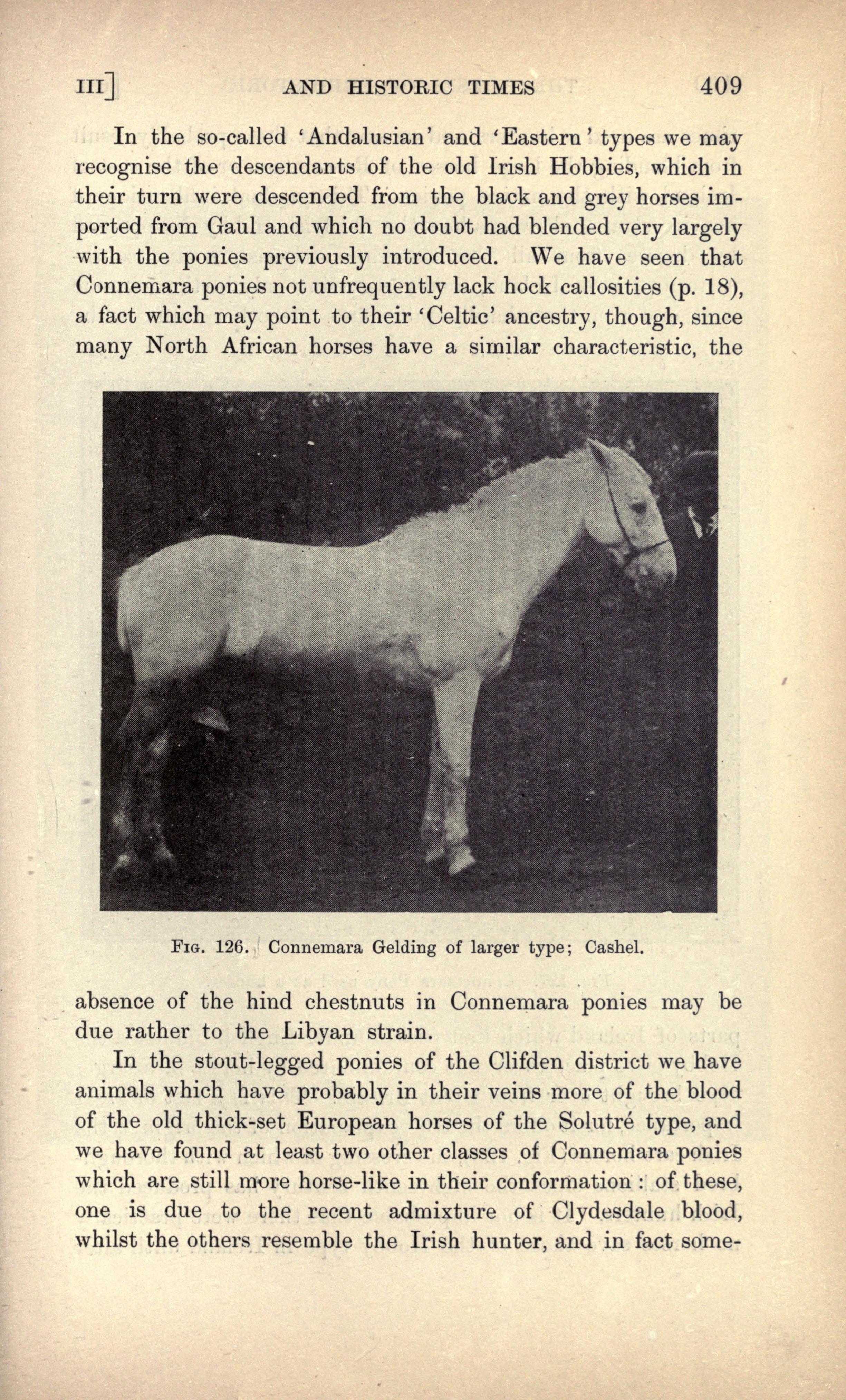

Товариство заводчиків поні Конемара було створено в 1923 році з метою забезпечення «збереження та покращення Коннемарського поні» як місцевої породи Ірландії.  Товариство проводить щорічну виставку поні і робить це з моменту свого заснування. Щорічна виставка дозволяє зібрати найбільшу колекцію поні Конемара з усього світу та використовується для купівлі та продажу поні з Ірландії та зза кордону.